# رسیان
رسیان که بعدتر متوکلیان یا شاهان یمن خوانده شدند، رهبران مذهبی متعلق به شاخهٔ زیدیهٔ اسلام شیعه بودند. آنان از سال ۸۹۷ میلادی تلفیقی از حکومت مذهبی و سکولاریته را در بخش‌هایی از یمن تأسیس کردند. امامت آنان با شرایط مختلف تاب آورد تا این که انقلاب جمهوری‌خواهانهٔ ۱۹۶۲ سرنگونش کرد. الهیات زیدی با تأکید بر امام حی و حاضر به عنوان رهبر، با امامیه و اسماعیلیه تفاوت داشت. ابن خلدون ذکر می‌کند که این خاندان به ائمهٔ معمولاً بنو رسی یا رسی می‌گفتند. شاخهٔ رسی با امام منصور القاسم معروف به قاسمیان به حکومت رسید. رسیان مشروعیت خود را از محمد پیامبر اسلام، اهل بیت او و سپس متأله برجستهٔ زیدی، قاسم بن ابراهیم الرسی می‌گیرند.